# كأس بلغاريا 1981–82
كأس بلغاريا 1981–82 (بالبلغارية: Купа на Съветската армия 1981/82)‏ هو موسم من كأس بلغاريا. أشرف على تنظيمه اتحاد بلغاريا لكرة القدم، وفاز فيه نادي لوكوموتيف صوفيا.